# Gustavo Saberbein
Gustavo Alberto Saberbein Chevalier (Lima, 31 de marzo de 1945 - Chicago, 19 de agosto de 2025) fue un ingeniero mecánico y economista peruano. Fue ministro de Economía y Finanzas del primer gobierno de Alan García, entre 1987 y 1988.

## Biografía
Hijo de Alberto Saberbein Terrones y Aída Chevalier Correa. Estudió en el Colegio San Ramón de la ciudad de Tarma. Posteriormente estudió Ingeniería Mecánica y Eléctrica en la Universidad Nacional de Ingeniería en la cual obtuvo el grado de bachiller con la tesis Oferta y demanda de energía eléctrica en la zona comprendida por los departamentos de: Áncash, Ayacucho, Cerro de Pasco, Ica, Junín, Huancavelica, Huánuco, La Libertad y Lima 1967-1977, la cual fue aprobada con distinción unánime en 1967. Obtuvo el título de Ingeniero Mecánico Eléctrico en la misma universidad con la tesis Plan Energético para el departamento de Puno. Siguió cursos de postgrado en desarrollo económico y social en el Instituto de Internacional para el Desarrollo (IRFED) de París. De 1969 a 1973 estudió un Doctorado en Economía del Desarrollo en la Universidad de Grenoble II.
En 1973 ingresó en el Instituto Nacional de Planificación, en el cual fue subdirector de Análisis Económico y luego director de Investigación económica. De 1976 a 1978 trabajó en el Ministerio de Industria y Turismo, en el cual fue Asesor Económico y Director de Planificación Industrial y Cooperación Internacional. Ha sido consultor en la Comunidad Andina, del Instituto Latinoamericano de Planificación Económica y Social, de la ONUDI, de la Comisión Económica para América Latina y el Caribe (CEPAL) y de la Fundación Friedrich Ebert. Fue director de Industrias del Perú (1977) y de Electro Perú (1978).
En 1985 fue nombrado viceministro de Economía. Como tal, también fue miembro del directorio del Banco de la Nación, del Banco de los Andes y España. Fue también Presidente del Comité negociador de la Deuda Externa del Perú. 

### Ministro de Economía y Finanzas
En junio de 1987 pasó a ser Ministro de Economía y Finanzas del primer gobierno de Alan García. Durante su periodo se dio la controvertida Ley de la Estatización de la Banca, y se disparó la inflación, la que a finales de 1987 llegaba a 114,5%. Renunció al ministerio en mayo de 1988, tras las críticas que recibió por haber tratado de minimizar el continuo crecimiento inflacionario con el argumento de que existían dos tipos de mediciones de la inflación: una bruta y otra neta. Su gestión al mando del MEF es considerada como una de las peores en toda su historia.
De 1997 a 2009 fue profesor del St. Augustine College de Chicago, ciudad en la que falleció el 15 de agosto del 2025.

## Publicaciones
- Hacia una política económica alternativa (1982).
- La Planificación en el Perú. Antecedentes, Desarrollo y Técnicas (1984).
- Crisis y perspectivas de la economía peruana (1992).